# Município de Springfield (condado de Williams, Ohio)
O município de Springfield (em inglês: Springfield Township) é um município localizado no condado de Williams no estado estadounidense de Ohio. No ano de 2010 tinha uma população de 3.147 habitantes e uma densidade populacional de 33,45 pessoas por km².

## Geografia
O município de Springfield encontra-se localizado nas coordenadas 41° 28′ 01″ N, 84° 24′ 21″ O. Segundo a Departamento do Censo dos Estados Unidos, o município tem uma superfície total de 94.09 km², da qual 93,75 km² correspondem a terra firme e (0,36 %) 0,34 km² é água.

## Demografia
Segundo o censo de 2010, tinha 3.147 habitantes residindo no município de Springfield. A densidade populacional era de 33,45 hab./km². Dos 3.147 habitantes, o município de Springfield estava composto pelo 89,16 % brancos, o 7,24 % eram afroamericanos, o 0,29 % eram amerindios, o 0,1 % eram asiáticos, o 1,84 % eram de outras raças e o 1,37 % eram de uma mistura de raças. Do total da população o 7,02 % eram hispanos ou latinos de qualquer raça.